# Heinrich Barlage (Geistlicher)
Heinrich Barlage (* 9. April 1932 in Köln; † 6. Juni 2011 ebenda) war ein Kölner Domkapitular und Priester.
Am 24. Februar 1958 in Köln zum Priester geweiht, wurde er noch im gleichen Jahr Kaplan in Kettwig. Seit 1961 als Assistent im Kölner Generalvikariat tätig, wurde er 1965 Sekretär des Generalvikars. Noch im Jahre 1965 wurde er Stabsabteilungsleiter Kirchenrecht im Generalvikariat und Domvikar. 1973 von Papst Paul VI. zum Monsignore ernannt, erhob ihn Papst Johannes Paul II. 1983 zum Päpstlichen Hausprälaten und Kardinal Joseph Höffner 1984 ins Kölner Domkapitel. 1990 wurde Barlage von Kardinal Joachim Meisner zum Vizeoffizial berufen. Nachdem er 2000 die Stellung als Vizeoffizial niedergelegt hatte, wurde er als Diözesanrichter am Offizialat tätig. 2005 ging Barlage in den Ruhestand. Er verstarb nach längerer Krankheit.
Barlage war Mitglied der katholischen Studentenverbindung K.St.V. Winfridia Köln im KV.